# Paramyia hungarica
Paramyia hungarica är en tvåvingeart som beskrevs av Papp 1993. Paramyia hungarica ingår i släktet Paramyia och familjen sprickflugor.
Artens utbredningsområde är Ungern. Inga underarter finns listade i Catalogue of Life.